# スバル興業
スバル興業株式会社（スバルこうぎょう 英: Subaru Enterprise Co., Ltd.）は、東京都千代田区に本社を置く阪急阪神東宝グループに属する日本の企業。
自動車メーカーのSUBARUとは関係ない。

## 概要
レジャー事業として、飲食事業とマリーナ事業（東京夢の島マリーナ及び浦安マリーナの運営）、道路関連事業（高速道路の工事・舗装・保全など）、不動産事業（吉祥寺スバルビルその他の賃貸借）を主業務とする。
当初は映画の興行を主業務としており、創業の起源である有楽町スバル座は2019年10月20日まで、同社唯一の映画館として経営が続けられた。

## 沿革
- 1946年
  - 2月9日 - 東京都麹町区内幸町二丁目1番地に設立。
  - 11月 - 本店を東京都京橋区銀座六丁目4番地に移転。
- 1949年5月 - 東京証券取引所、大阪証券取引所上場。
- 1950年2月 - 本店を東京都千代田区有楽町一丁目3番地に移転。
- 1956年12月 - 吉祥寺スバル座開館。
- 1961年4月 - 外食産業進出。
- 1963年12月 - 首都高速道路回数通行券販売業務開始。
- 1964年6月 - 道路の維持管理業務進出。
- 1966年4月 - 有楽町ビル内に本社移転。有楽町スバル座開館。
- 1970年5月 - 阪神高速道路回数通行券販売業務開始。
- 1985年7月 - 東京証券取引所・大阪証券取引所第1部に指定替え。
- 2008年6月 - 同社に出版物の買取を要求したとして、総会屋が逮捕される[3][出典無効]。
- 2013年7月 - 100%子会社の株式会社太陽道路・株式会社道路テックを吸収合併。
- 2015年7月 - 直接の親会社であった東宝不動産株式会社（2017年解散）が、当社株式を東宝株式会社へ現物配当、直接の親会社が交代した。
- 2019年10月20日 - 有楽町スバル座閉館。映画興行事業終了。
- 2022年4月 - 東京証券取引所の市場区分の見直しにより、市場第一部からスタンダード市場へ移行。
- 2023年
  - 10月 - 本店を東京都千代田区有楽町一丁目5番2号に移転。
  - 12月 - 太陽光発電設備の設置工事を主力事業とする株式会社テス東北の全株式を取得し、連結子会社化。

## 株主優待
2011年6月30日開催の取締役会において、従来の株主優待券綴を廃止し、株主名が記載される6カ月毎更新の有楽町スバル座上映映画鑑賞「株主優待カード（リライトカード方式）」を導入することを決定。同年11月1日、新制度に移行した。これにより本人利用が厳密となり、株主優待の転売市場への有償譲渡が困難となった。2019年、有楽町スバル座の閉館に伴い「TOHOシネマズ ギフトカード」の贈呈に変更された。